# Daniël de Ridder
Daniël de Ridder (en hebreu: דניאל דה רידר) (Amsterdam, 6 de març de 1984) és un exfutbolista neerlandès-israelià.

## Palmarès
- 1 Campionat d'Europa de Futbol sub-21 de la UEFA 2006
- 2 Campionat d'Europa de Futbol sub-21 de la UEFA 2007

## Estadístiques
| Temporada | Club               | País          | Competició      | Partits | Gols |
| --------- | ------------------ | ------------- | --------------- | ------- | ---- |
| 2003/04   | AFC Ajax           | Països Baixos | Eredivisie      | 15      | 1    |
| 2004/05   | AFC Ajax           | Països Baixos | Eredivisie      | 15      | 2    |
| 2005/06   | Celta de Vigo      | Galícia       | Primera Divisió | 17      | 1    |
| 2006/07   | Celta de Vigo      | Galícia       | Primera Divisió | 3       | 0    |
| 2007/08   | Birmingham City FC | Anglaterra    | Premier League  | 10      | 0    |
| 2008/09   | Wigan Athletic     | Anglaterra    | Premier League  | 18      | 0    |